# Mid Suffolk
Mid Suffolk is een Engels district in het shire-graafschap (non-metropolitan county OF county) Suffolk en telt 102.000 inwoners. De oppervlakte bedraagt 871 km².
Van de bevolking is 17,6% ouder dan 65 jaar. De werkloosheid bedraagt 2,0% van de beroepsbevolking (cijfers volkstelling 2001).

## Civil parishesin district Mid Suffolk
Akenham, Ashbocking, Ashfield cum Thorpe, Aspall, Athelington, Bacton, Badley, Badwell Ash, Barham, Barking, Battisford, Baylham, Bedfield, Bedingfield, Beyton, Botesdale, Braiseworth, Bramford, Brome and Oakley, Brundish, Burgate, Buxhall, Claydon, Coddenham, Combs, Cotton, Creeting St. Mary, Creeting St. Peter or West Creeting, Crowfield, Darmsden, Debenham, Denham, Drinkstone, Elmswell, Eye, Felsham, Finningham, Flowton, Framsden, Fressingfield, Gedding, Gipping, Gislingham, Gosbeck, Great Ashfield, Great Blakenham, Great Bricett, Great Finborough, Harleston, Haughley, Helmingham, Hemingstone, Henley, Hessett, Hinderclay, Horham, Hoxne, Hunston, Kenton, Langham, Laxfield, Little Blakenham, Little Finborough, Mellis, Mendham, Mendlesham, Metfield, Mickfield, Monk Soham, Needham Market, Nettlestead, Norton, Occold, Offton, Old Newton with Dagworth, Onehouse, Palgrave, Pettaugh, Rattlesden, Redgrave, Redlingfield, Rickinghall Inferior, Rickinghall Superior, Ringshall, Rishangles, Shelland, Somersham, Southolt, Stoke Ash, Stonham Aspal, Stonham Earl, Stonham Parva, Stowlangtoft, Stowmarket, Stowupland, Stradbroke, Stuston, Syleham, Tannington, Thorndon, Thornham Magna, Thornham Parva, Thrandeston, Thurston, Thwaite, Tostock, Walsham-le-Willows, Wattisfield, Westhorpe, Wetherden, Wetheringsett-cum-Brockford, Weybread, Whitton, Wickham Skeith, Wilby, Willisham, Wingfield, Winston, Woolpit, Worlingworth, Wortham, Wyverstone, Yaxley.